# Ranunculus vanensis
Ranunculus vanensis är en ranunkelväxtart som beskrevs av Peter Hadland Davis. Ranunculus vanensis ingår i släktet ranunkler, och familjen ranunkelväxter. Inga underarter finns listade i Catalogue of Life.